# Пильчатый уротригон
Пильчатый уротригон (лат. Urotrygon serrula) — малоизученный вид рода Urotrygon семейства Urotrygonidae отряда хвостоколообразных. Обитает в тропических водах восточной части Тихого океана. Грудные плавники этих скатов образуют округлый диск. Хвост оканчивается листовидным хвостовым плавником. В средней части хвостового стебля расположен ядовитый шип. 
Не является объектом целевого лова. Впервые вид был научно описан в 1946 году. Видовой эпитет происходит от слова лат. serrula — «маленькая пила». Международный союз охраны природы еще не оценил охранный статус данного вида.